# ドリスタ -ミントのヒロイン救出大作戦-
『ドリスタ -ミントのヒロイン救出大作戦-』（ドリスタ -ミントのヒロインきゅうしゅつだいさくせん-）とは2007年9月25日にネットから発売されたパチスロ機（5号機）である。保通協における型式名は「ドリスタA1」。通称「ドリスタ」。「ドリスタ」とは、The Dream All Starsの略称。

## 概要
『リオパラダイス』のキャラクターミントを主人公とした萌えスロ。過去にネットの発売した歴代作品の美少女キャラクター達を救出していく、コラボレーション作品。なお、登場キャラクターたちは4頭身ほどにデフォルメされている。
設定は1・3・5・7の4段階。
12インチの液晶画面で、筐体には「リオパラ」でおなじみの「スペシャルボタン」が搭載されている。
「ドリームスクリーン」を搭載し、液晶前面に真赤なスクリーンが上下する演出がある。また、通常時スクリーンを下ろしたままの状態にする「目隠しモード」がある（プレイヤー情報画面の演出モード切替で変更できるが、スーパーミントタイム中はできない）。
5種類の通常ステージを回り、なつかしのライバル達とミントがバトルする。勝利すると、ボーナス確定となる。また、リプレイ揃いからの連続演出突入やライバルキャラが女性だと期待度はかなり上がる。それ以外にもスクリーン演出、チョコとじゃんけんバトル、ミントの100m走などの演出がある。

## スペック
- BIG BONUSは2種類。赤7揃いは獲得枚数が345枚を越えると終了（純増枚数は最大312枚）し、青7揃いは獲得枚数が285枚を越えると終了（純増枚数は最大260枚）する。BIG BONUS中は2枚掛け・2ライン有効。
- MINT BONUS（青7・青7・赤7）は獲得枚数が119枚を越えるか、MINT CHANCE当選で終了する。純増枚数は最大104枚。MB中は2枚掛け・2ライン有効。MINT BONUS中は左リールは直ちに停止する。そのためMINT CHANCEが成立しても、ストップボタンを押したタイミングによってはハットが揃わないことがある。このときは15枚獲得できる可能性があるが、そのかわりMINT CHANCEに突入することなくボーナスは終了となる。
- MINT CHANCEはハット揃い（シングルボーナス）で突入するJACゲームで1回の遊技で終了し、3枚掛け・5ライン有効。MINT CHANCEで青7・リプレイ・リプレイ（1枚役）が揃うとSUPER MINT TIMEに突入する。突入条件が成立ではなく入賞となっているため、MINT CHANCEでは必ず左に青7を狙い順押しで消化する。
- SUPER MINT TIMEは150ゲームのART。ただし途中でボーナスが成立するとそこで終了となる。ART中はリプレイ確率が上がり、赤ベル・青ベル・両方の告知をしてくれる。なおART中にハットが揃った場合は単なるシングルボーナス扱いとなり、ARTのゲーム数の上乗せなどはない。

## 小役とボーナスとの同時当選
本機種では、1枚役・チェリー・5枚役・共通15枚役・リプレイに可能性がある。期待度は次のようになっており、設定差のある小役も多い。
1. 1枚役 - 約10 - 13%
2. 1枚役（青7・リプレイ・リプレイ） - 100%（赤7ビッグボーナスとの同時当選が確定、シングルボーナス中は除く）
3. チェリー - 約10 - 13%
4. 5枚役 - 約8 - 11%
5. 共通15枚役 - 約0.5%
6. リプレイ - 約0.6%

なお、チェリー・5枚役が入賞した場合は次のゲームでのリプレイの当選確率が上がる。また、ボーナス当選後もボーナスが入賞するまでリプレイの確率は上がっている。

## 登場人物
ミント
主人公。『スーパーブラックジャック』シリーズから登場。
チョコ
ミントが連れているクマのぬいぐるみ。『リオパラダイス』から登場。
RIo（リオ）
『スーパーブラックジャック』シリーズから登場。
セーラ
『十字架』から登場。
SAKURA（サクラ）
『もえろ!ハーレムエース』から登場。
ローズマリー
『カリビアンクイーン』から登場。
クリス
『賞金首』から登場。